# Lewis Waterman
Lewis Edson Waterman (Decatur, 18 de novembro de 1837 — 1 de maio de 1901) foi um inventor estadunidense.
Inventor da caneta-tinteiro, fundou a Waterman Pen Company.
Waterman foi incluido no National Inventors Hall of Fame em 2006.